# Бикс (игра)
Бикс (бикса, биксовка, биксовый бильярд, китайский бильярд; нем. Bück spiel) — вид игры на наклонном столе или доске, по которому шар после удара сбегает обратно.

## Правила игры
Верхняя доска (скат) утыкана параллельно-косыми рядами шпилек. Небольшие шарики катятся киями по одному из двух желобков, расположенных по обеим сторонам стола. После удара шар, сбегая обратно, попадает в расположенные по скату лунки, которые нумерованы в зависимости от числа очков. Внизу ската — 13 отделений, отгороженных станками, образуют род ящичков с открытой передней стороной. С каждой стороны бикса имеются для счета две выдвижные дощечки, одна — гладкая, для записывания, другая — с цифрами, дырками и втулками. Шар, попавший в лунку через «ворота» и потревоживший звонок, выбивает двойное число очков против того, что бы стоил без звонка. Осечка считается за 2 очка, «перекат» (на другую сторону) — 5 очков, «затор» (когда шарик застрянет на шпильке) — 1 очко. Игра идет до 200, 300, 400, 500, 1000 и более очков.

## История
Бикс появился в Китае, как вариант бильярда. В Россию пришел в середине XIX в. Был распространен как в столице, так и в провинции, часто использовался на постоялых дворах, в трактирах.
Биксы изготавливались как за границей, так и в Санкт-Петербурге. Уставом о пресечении и предупреждении преступлений издания 1876 г. игра в бикс признавалась «игрой, основанной на случае» и считалась запрещенной для публичных мест.